# Liste der Fluggesellschaften in Kiribati
Dies ist eine Liste der Fluggesellschaften in Kiribati.

## Aktuelle Fluggesellschaften

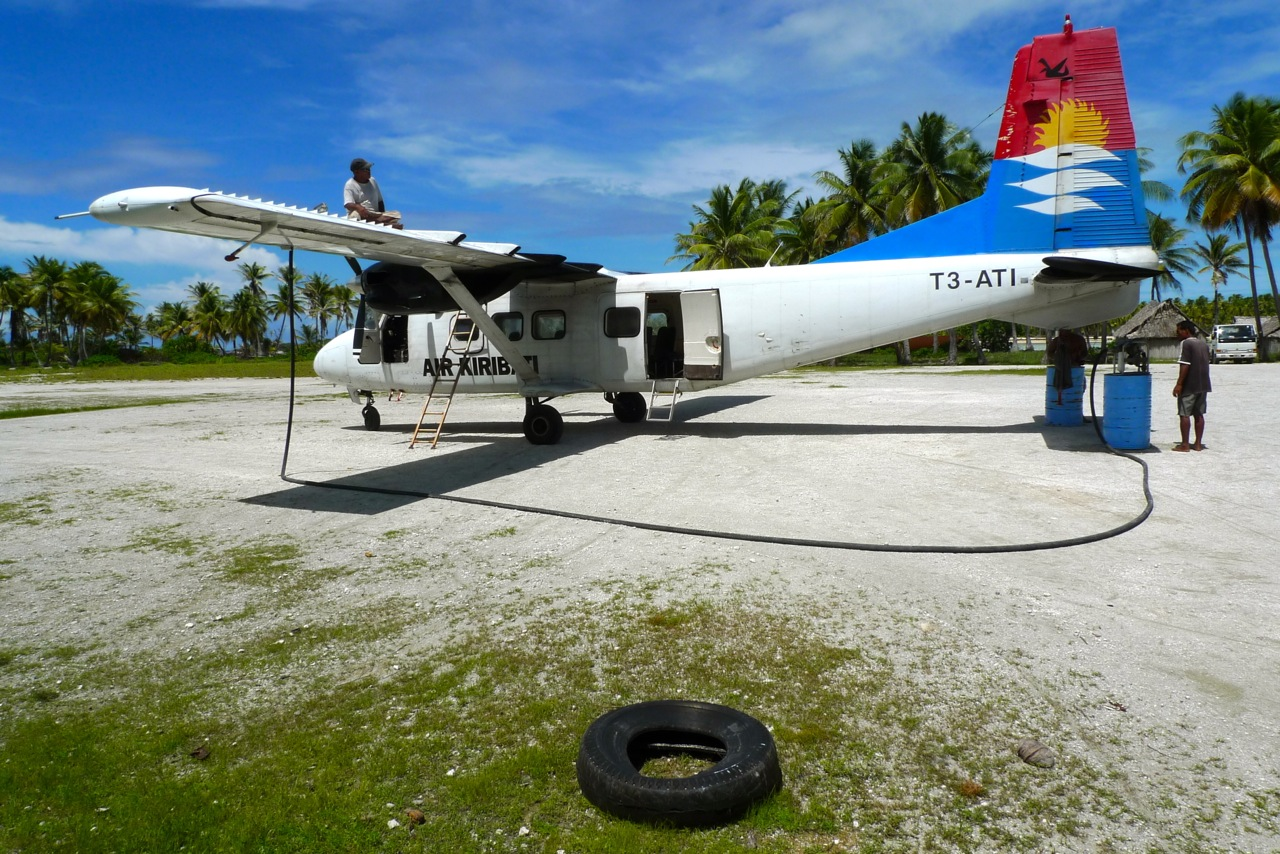
Air Kiribati

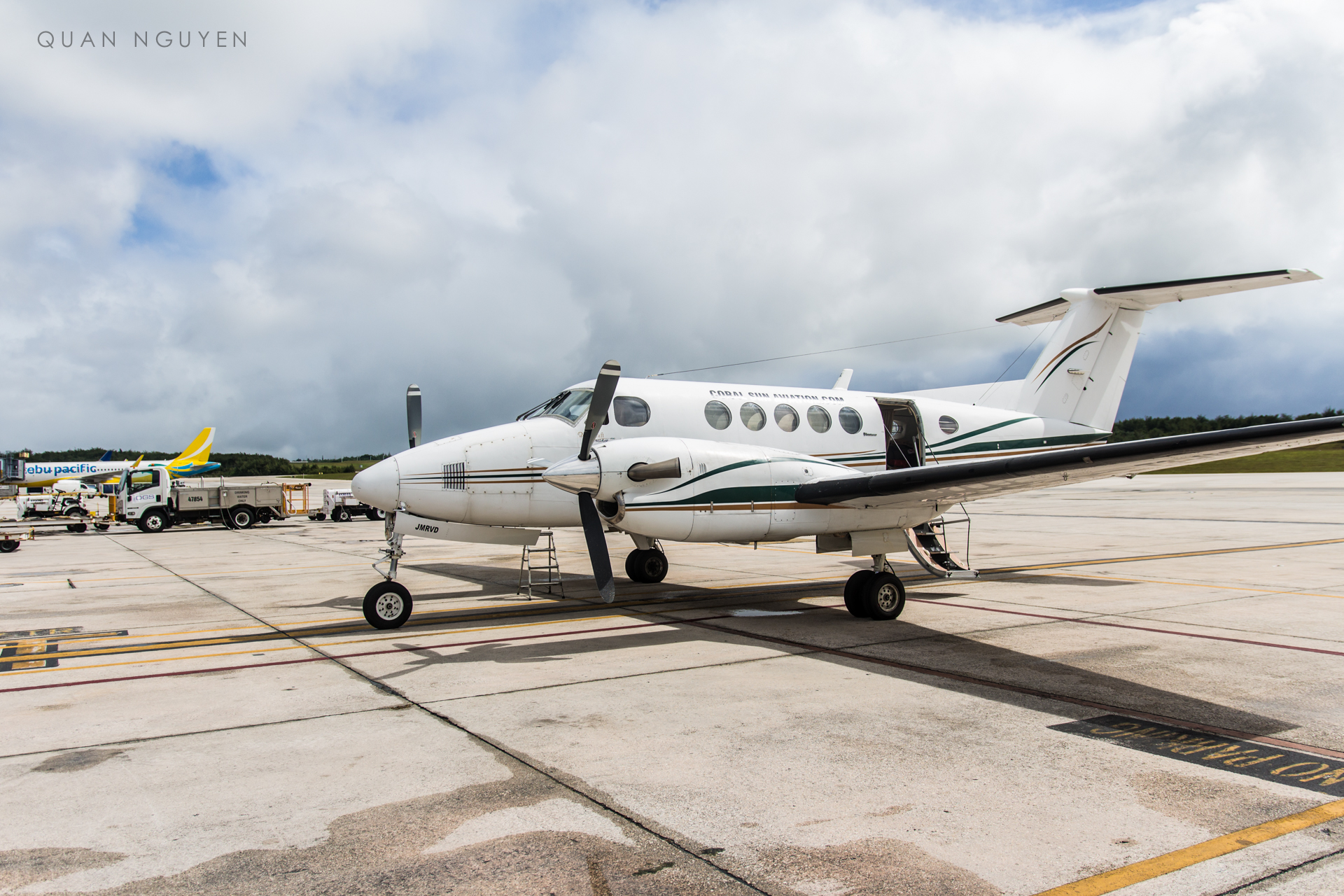
Coral Sun Airways

Quelle:
- Air Kiribati (seit 1995)
- Coral Sun Airways (seit 2009)

## Ehemalige Fluggesellschaften
Quelle:
- Air Tungaru (1977–1995 oder 1996[3])